# Heinz Einbeck
Heinz Einbeck (Krailburg, 1931. április 9. – 2008) német nemzetközi labdarúgó-játékvezető. Teljes neve Heinz-Dieter Einbeck.

## Pályafutása

### Nemzeti játékvezetés
A NDK-ban tett játékvezető vizsgát. 1963-ban lehetett a legfelső szintű labdarúgó-bajnokság játékvezetője.

#### Nemzeti kupamérkőzések
Vezetett Kupa-döntők száma: 1.

##### NDK Kupa
Az NDK JB szakmai munkájának elismeréseként megbízta a döntő találkozó koordinálásával.
| Időpont          | Helyszín                   | Mérkőzés típusa | Mérkőzés                                  | Eredmény | Nézők száma |
| ---------------- | -------------------------- | --------------- | ----------------------------------------- | -------- | ----------- |
| 1975. június 14. | Weltjugend Stadion, Berlin | döntő           | BSG Sachsenring Zwickau–SG Dynamo Dresden | 2 : 2    | 55 000      |

### Nemzetközi játékvezetés
A Német labdarúgó-szövetség Játékvezető Bizottsága (JB) 1969-ben terjesztette fel nemzetközi játékvezetőnek, a Nemzetközi Labdarúgó-szövetség (FIFA) bíróinak keretébe. Több nemzetek közötti válogatott és klubmérkőzést vezetett illetve partbíróként tevékenykedett. A német nemzetközi játékvezetők rangsorában, a világbajnokság-Európa-bajnokság sorrendjében többedmagával a 6. helyet foglalja el 3 találkozó szolgálatával. Az aktív nemzetközi játékvezetéstől 1980-ban búcsúzott.

#### Európa-bajnokság
Az európai-labdarúgó torna döntőjéhez vezető úton Jugoszláviába az V., az 1976-os labdarúgó-Európa-bajnokságra, valamint Olaszországba a VI., az 1980-as labdarúgó-Európa-bajnokságra az UEFA JB játékvezetőként foglalkoztatta.
| Időpont           | Helyszín                       | Mérkőzés típusa           | Mérkőzés               | Eredmény | Nézők száma |
| ----------------- | ------------------------------ | ------------------------- | ---------------------- | -------- | ----------- |
| 1975. április 20. | Sparta Stadion, Prága          | előselejtező (1. csoport) | Csehszlovákia–Ciprus   | 4 : 0    | 4 994       |
| 1978. május 24.   | Olimpiai Stadion, Helsinki     | előselejtező (6. csoport) | Finnország–Görögország | 3 : 0    | 7 740       |
| 1979. október 17. | Lansdowne Road Stadion, Dublin | előselejtező (1. csoport) | Írország–Bulgária      | 3 : 0    | 22 000      |

## Sportvezetőként
Az aktív játékvezetői szolgálattól való visszavonulását követően az NDK JB elnöke lett.